# Pseudobagrus mica
Pseudobagrus mica är en fiskart som först beskrevs av Gromov, 1970.  Pseudobagrus mica ingår i släktet Pseudobagrus och familjen Bagridae. Inga underarter finns listade i Catalogue of Life.